# Profesionalen Futbolen Klub Černomorec-Burgas-Bălgarija
Il PFC Černomorec Burgas Bulgaria (in bulgaro Черноморец Бургас България?) è una società calcistica con sede a Sofia, in Bulgaria.

## Storia
La squadra è stata fondata nel 2001 con il nome di FC Conegliano German (ФК Конелиано Герман). Dopo dei buoni campionati nella B-PFG (la seconda divisione bulgara), il club ha guadagnato la promozione nella massima serie nel 2006, vincendo i play-off contro il Marica Plovdiv.
Prima di disputare la sua prima stagione in A-PFL la squadra cambiò il nome in PFC Černomorec Burgas Sofia. La stagione nella massima serie, però, fu disastrosa: il club perse 29 delle 30 partite giocate e pareggiò l'altra realizzando 8 gol e subendone 131, concludendo così la stagione all'ultimo posto in classifica. Inoltre non riuscì nemmeno a concludere il campionato con un punteggio positivo, avendo ottenuto una penalizzazione di 3 punti per non aver tesserato un numero sufficiente di giocatori giovani, ritrovandosi a fine campionato, visto l'unico punto ottenuto, a quota -2 punti.
Dopo la retrocessione il club non si iscrisse al campionato di seconda divisione, ma partecipò la stagione seguente (2007/2008) al campionato di terza divisione, dopo aver cambiato il proprio nome in PFC Černomorec Burgas Bulgaria.